# Aeratore circolare eolico per i ricambi d'aria

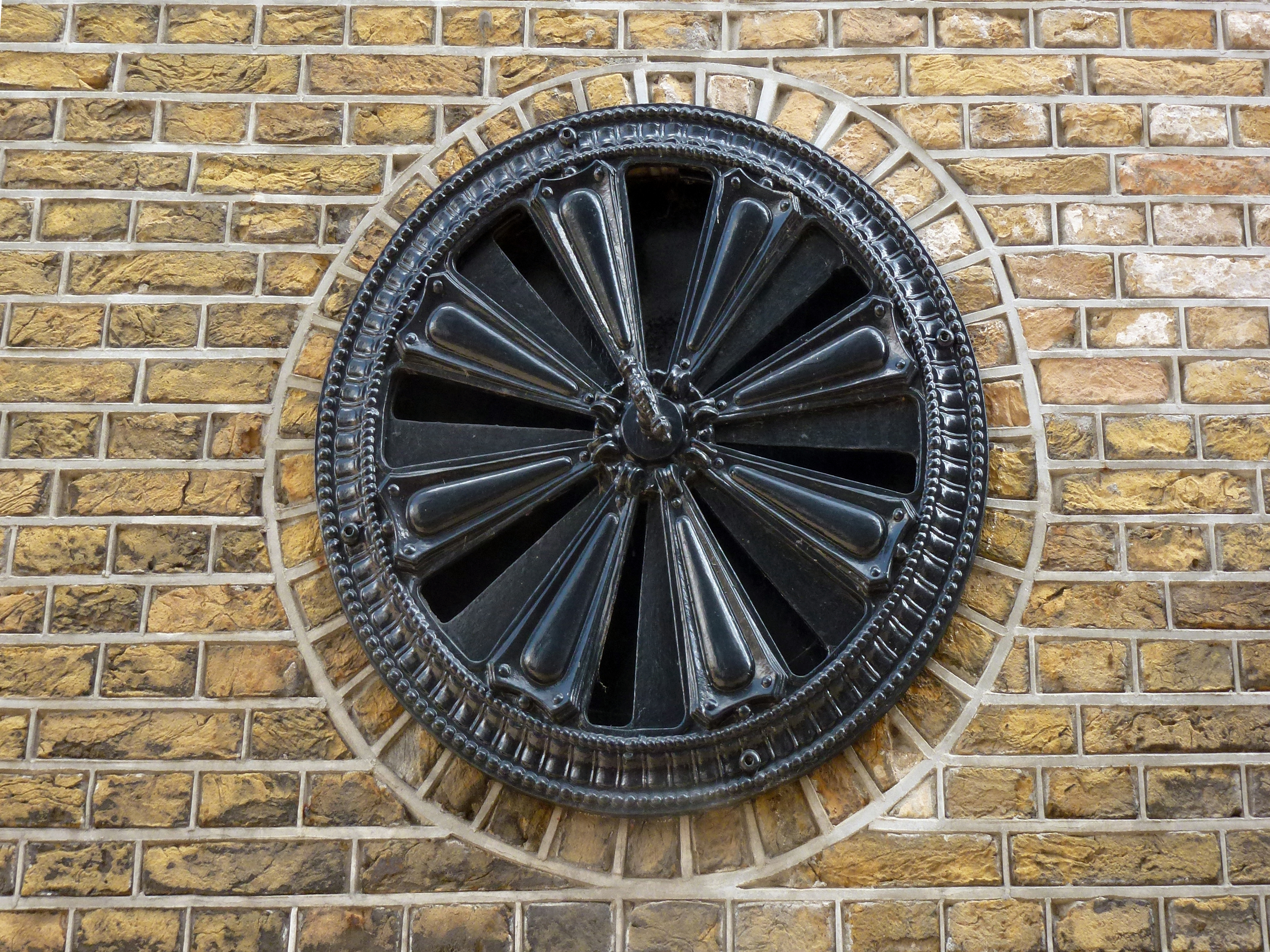
Aeratore eolico per muri con chiusura

L'aeratore circolare eolico per i ricambi d'aria è un sistema di ventilazione eolico per il ricambio dell'aria negli ambienti interni con aria proveniente dall'esterno. Di questo apparecchio ne esistono due versioni: quello applicabile ai vetri e quello applicabile alle pareti.

## Composizione e funzionamento

### Aeratore per vetri

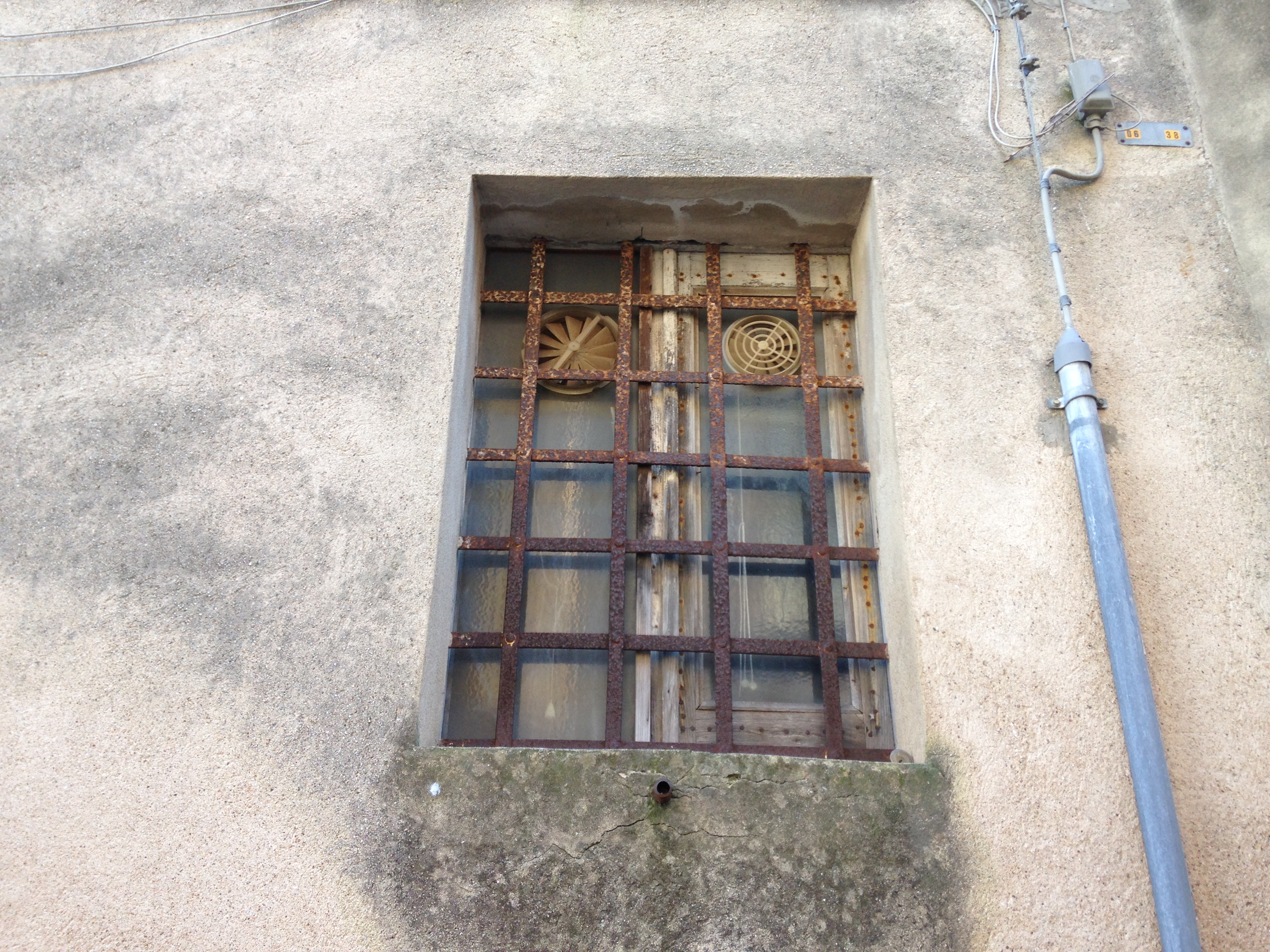
Due aeratori per vetri

L'aeratore eolico per vetri è di forma circolare ed è composto da un'elica, da un coperchio di protezione per il lato esterno e a seconda del modello può essere con o senza chiusura. L'aeratore con chiusura è dotato di due cordicelle e per far entrare il flusso d'aria dall'esterno e cambiare l'aria all'interno basta aprirlo tirando una delle due cordicelle e per richiuderlo tirare l'altra delle due cordicelle. Caso contrario per quello senza chiusura che invece è privo delle cordicelle. Il vento inoltre oltre a cambiare l'aria nell'ambiente, muove l'elica e quest'ultima girando per effetto del vento, fa in modo da velocizzare i ricambi d'aria. L'aeratore è utile in quegli ambienti dove sia necessario il ricambio d'aria, come ad esempio nelle piscine coperte.

### Aeratore per muri
L'aeratore eolico per muri è sempre di forma circolare ed il funzionamento è lo stesso ma in questo caso è privo dell'elica. È dotato di una manopola situata al centro per poterlo aprire o chiudere.

## Vantaggi e svantaggi

### Vantaggi
Il vantaggio principale dato da questo sistema di ventilazione è il ricambio d'aria negli ambienti dove c'è condensa o altri odori come ad esempio nelle piscine. Questo inoltre non necessita della corrente elettrica.

### Svantaggi
In caso di rottura, l'aeratore va sostituito con uno nuovo per evitare spiacevoli rientri dell'aria.